# Вільям Фредерік Фрідман
Вільям Фредерік Фрідман (англ. William Frederick Friedman) (24 вересня 1891, Кишинів, Бессарабська губернія, Російська імперія — 12 листопада 1969) — американський криптоаналітик єврейського походження.

## Життєпис
Народжений як Wolf Friedman (їд. װאָלףֿ פֿרידמאַן, рос. Вольф Ф. Фридман) у родині Фредеріка Фрідмана, єврея із Бухареста, що працював перекладачем та лінгвістом у поштовій системі Російської імперії , та дочки торгівця вином. Батько виїхав до Пітсбурга 1892 року, а Вольф з матір'ю — 1893 року.
При отриманні американського громадянства зміним ім'я на Вільям.
Під час навчання у Корнельському університеті цікавився науковими досліджненнями, особливо з генетики.
Увів термін криптоаналіз, описав метод пошуку довжини ключа поліалфавітних шифрів, разом з групою аналітиків провів криптоаналіз японської шифрувальної машини, відомої зараз за назвою Пурпурова (Пурпуровий шифр, Пурпур) (у той час у США було прийнято «кольорове» іменування видів ворожих шифрів).